# Sân bay Prayagraj
Sân bay Prayagraj (còn được gọi Sân bay Prayagraj Bamrauli; trước đây được gọi Sân bay Allahabad hay Sân bay Allahabad Bamrauli; IATA: IXD, ICAO: VEAB) tọa lạc tại Prayagraj, Uttar Pradesh, Ấn Độ. Đây cũng là Căn cứ Không quân Bamrauli của Không lực Ấn Độ.

## Các hãng hàng không
- Air Sahara (Delhi, Gorakhpur, Kolkata)